# Aarhus Rutebilstation
Aarhus Rutebilstation er en busterminal, der ligger på hjørnet af Fredensgade og Sønder Allé i Aarhus. Den ligger centralt placeret i Aarhus C med kort gåafstand til for eksempel Hovedbanegården, Strøget og Rådhuset. Terminalen betjener flere regionale busser, bybusser og fjernbusser og har ca. 5 mio. passagerer årligt.
Navnet er historisk, og selve busserne hedder henholdsvis regionalbusser, fjernbusser og bybusser. 

## Historie
Den første rutebilstation i Aarhus blev etableret i 1923 i Rosensgade 28 med indkørsel fra Graven. Den havde dog kun plads til 14 rutebiler, og da der både kom flere ruter og større rutebiler, var det nødvendigt med mere plads. I 1930 blev der derfor opført en ny rutebilstation på Amtsmandstoften, der lå i et trekantet område mellem Fredensgade, Sønder Allé og Ny Banegårdsgade, som Aarhus Kommune havde overtaget i forbindelse med en omlægning af byens banegårdsforhold. Området blev lejet af rutebilejernes Andelsselskabet Aarhus rutebilstation, der ombyggede det med delvis genbrug af DSB's tidligere godsekspedition. Rutebilerne kom nærmest til holde i en gård langs med de omgivende bygninger og ved en overdækket perron i midten. Omkring 1936 betjentes rutebilstationen af 34 ruter.
I begyndelsen af 1950'erne var pladsen atter blevet for trang, og det blev derfor besluttet at ombygge og udvide rutebilstationen. Hidtil havde en del af det trekantede område været benyttet til rutebilgarager og udlejet, men nu blev det ryddet, så man fik ca. 5.700 m² og dermed dobbelt så meget plads som før til rådighed. I det vestlige hjørne ved Ny Banegårdsgade anlagdes en kurvet toetages terminalbygning med ventesal, kiosk og pakkeekspedition i stueetagen samt chaufførfaciliteter på første sal. Desuden blev der anlagt en lille servicestation, der ligesom terminalbygningen var tegnet af arkitekterne Black-Petersen, Herbert Jensen og Malling Petersen. På pladsen anlagdes to lange overdækkede perroner rækkende ud fra terminalbygningen, og ved hjørnet af Fredensgade og Sønder Allé anlagdes en kort overdækket perron. Siderne af perronerne var udformet med en række "savtakker" med en for hvert stoppested. De 62 rutebiler, der var plads til, holdt så her på skrå i forhold til perronerne men hver især lidt forskudt i forhold til dem ved siden af. Nedenunder rutebilstationen blev der indrettet en parkeringskælder med plads til ca. 70 biler.
Den nye rutebilstation blev indviet 14. december 1954. På det tidspunkt var der 44 ruter, der blev betjent af 112 busser med 247 daglige afgange. Anlægget var betalt af Andelsselskabet Aarhus rutebilstation for ca. 1,1 mio. kr. I de efterfølgende år skete der forskellige ombygninger. Den længste perron blev afkortet for at give plads til fem holdepladser til bybusser, og ved den korte perron ændredes holdepladserne, så busserne her kom til at holde på tværs af før. I 2007 indgik både rutebiler og bybusser i Midttrafik, der fik kundecenter i terminalbygningen. Andelsselskabet Aarhus rutebilstation blev opløst i november 2017. På det tidspunkt betjentes rutebilstationen af 17 rutebillinjer og to bybuslinjer, hvortil kom seks pladser til fjernbusser. Desuden holdt fem rutebillinjer og flere bybuslinjer ved stoppesteder på de omkringliggende gader.

### Afspærring og ombygning
Fra 1985 begyndte skiftende eksperter at påpege, at betondækket mellem rutebilstationen og parkeringskælderen under en del af den var i dårlig stand, uden at der dog blev gjort noget reelt ved det. I 2010'erne blev der talt en del om at flytte rutebilstationen tættere på Hovedbanegården. Planerne var at bygge en ny busterminal på søjler hen over sporene bag banegården og derved få et stort samlet trafikcenter. Det trak dog ud, og efterhånden begyndte den eksisterende busterminal og parkeringskælderen at blive i stadig dårligere stand. I juli 2019 blev således perrontagene fjernet, da der var svagheder i de bærende stolper.
Flere henvendelser om nedsivende vand gennem betondækket fik så Aarhus Kommune som grundejer til at hyre rådgiveren Orbicon til at undersøge sagen. De vurderede at det ikke var forsvarligt at benytte området hverken over eller under betondækket, da der var risiko for et kollaps af det. Som følge heraf blev området omkring den nordlige perron spærret af med få timers varsel i løbet af natten til 30. oktober 2019. Bybusserne blev flyttet til andre dele af rutebilstationen, mens de regionale busser blev flyttet til Ny Banegårdsgade. 8. november 2019 blev fjernbusserne fra FlixBus flyttet til Balticagade og Kombardo Expressen til Nørreport, så der blev plads til de fleste af de regionale busser i de dele af rutebilstationen, der stadig kunne bruges.
Sagen gav anledning til en del kritik af Aarhus Kommune. Midttrafik var utilfredse med, at de først havde fået besked om afspærringen efter fyraften dagen før, til trods for at kommunen havde fået notatet fra Orbicon om betondækket fem-seks dage før. Noget der havde medført, at et omfattende arbejde med information til passagererne, orientering af busoperatører og involvering af mange medarbejdere havde måtte foregå i løbet af natten og med mindre end ni timers varsel. Efter afspærringen udtalte langvarige byrådsmedlemmer, at de ikke havde været orienteret om problemet. Det til trods for at kommunen faktisk havde kendt problemet siden i hvert fald 1992.
Som løsning valgte kommunen at bygge en ny rutebilstation på samme sted som den hidtidige, blandt andet fordi det var billigere og kunne indgå i byudvikling. Desuden ville det kunne ske, uden at der skulle tages hensyn til den planlagte elektrificering af jernbanerne til Hovedbanegården. Arbejdet fandt sted i løbet af 2020-2021, hvor først den ene halvdel og så den anden del af bussernes område blev spærret af. Imens blev stoppestederne flyttet til skiftende placeringer andre steder på området og de omkringliggende gader. Terminalbygningen blev ikke berørt.
Ombygningen af rutebilstationen omfattede etablering af nye perroner, muligheder for at sidde og vente, belysning, beplantning og elektroniske skærme til at vise, hvor og hvornår busserne kører. Rutebilstationen er opbygget med to rækker af stoppesteder rækkende fra terminalbygningen til Sønder Allé. Busserne kører ind fra Sønder Allé og holder ved stoppestederne, der har hver sin skråtliggende perron. Fra den nordlige række stoppesteder er der udkørsel til Fredensgade, mens der fra den anden køres syd om terminalbygningen til Ny Banegårdsgade. Derudover er der almindelige stoppesteder på Ny Banegårdsgade ved terminalbygningen og på Sønder Allé. Fjernbusserne har et særligt område i terminalen ved Fredensgade. Midttrafiks buslinjer tog deres endelige pladser i brug 25. august 2021, mens fjernbusserne fulgte 30. august 2021.